# Jessica Watkins
Pour les articles homonymes, voir Watkins.
Jessica Andrea "Watty" Watkins, née le 14 mai 1988 à Gaithersburg (Maryland, États-Unis), est une docteur en géologie, astronaute américaine et joueuse internationale de rugby à sept.

## Biographie
Jessica Watkins, fille de Michael et Carolyn Watkins, est originaire de Gaithersburg (Maryland, États-Unis), mais passe la plus grande partie de son enfance à Lafayette (Colorado). Elle étudie à la Fairview High School de Boulder (Colorado), puis à l'université Stanford où elle obtient une licence de sciences géologiques et environnementales. Jessica Watkins devient entraîneuse de basket-ball universitaire. Elle pratique également le rugby et fait partie de l'équipe féminine des États-Unis de rugby à sept qui atteint les demi-finales de la Coupe du monde en 2009, terminant la compétition comme meilleure marqueuse d'essais de l'équipe.
Elle est titulaire d'un doctorat de l'université de Californie à Los Angeles en géologie planétaire. Sa thèse porte sur les glissements de terrain sur la planète Mars et sur les effets de l'activité de l'eau. Elle a ensuite effectué un post-doctorat au California Institute of Technology.
À côté de ses études, elle pratique le football, l'escalade, le ski et l'écriture.

### Carrière à la NASA

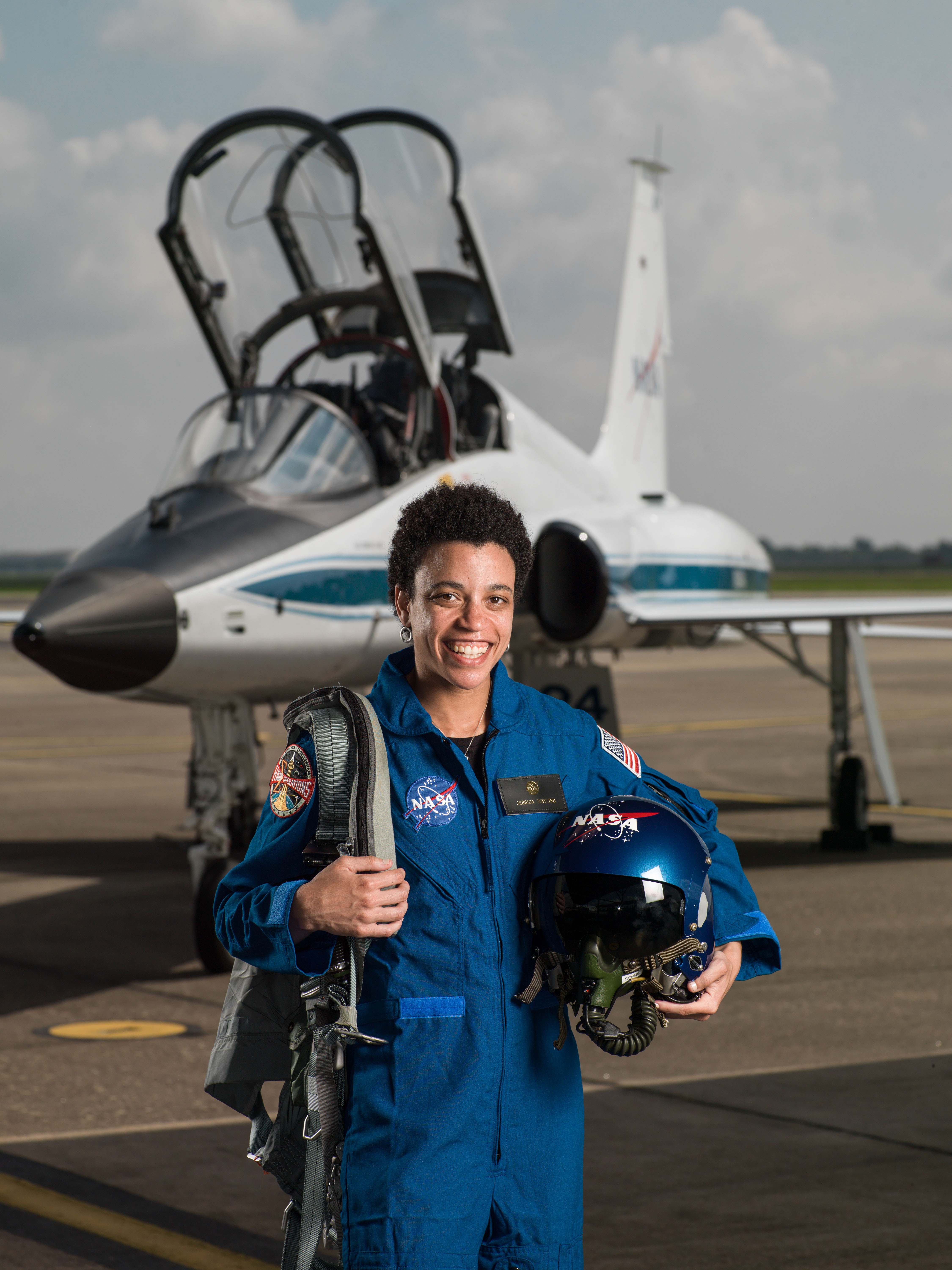
Jessica Watkins

En 2009, Watkins devient géologue en chef pour le Mars Desert Research Station. De plus, elle travaille pour le Ames Research Center dans le cadre du projet de la sonde spatiale martienne Phoenix, ainsi qu'au Jet Propulsion Laboratory à Pasadena.
En 2012, elle rejoint le projet Curiosity (rover martien) en tant que stagiaire,.
En 2017, elle est choisie parmi 18 000 candidats pour faire partie du Groupe d'astronautes 22 de la NASA,.

### Programme NEEMO 23
Jessica Watkins a participé en tant qu'aquanaute à la mission NEEMO 23, du 10 au 22 juin 2019. Le but de ce programme de la NASA est de soumettre des futurs astronautes à des conditions similaires à celles de l'espace, au sein d'un laboratoire sous-marin. Cette mission NEEMO 23 était la première à être entièrement composée de femmes, l'équipe étant commandée par l'astronaute italienne Samantha Cristoforetti.

### Positionnement en faveur de la représentation des personnes noires au sein de l'astronautique
Cinquième femme noire à aller dans l'espace, Jessica Watkins est cependant la première à rejoindre la Station spatiale internationale pour une mission longue, lors du vol SpaceX Crew-4 le 27 avril 2022 en tant que membre de l'Expédition 67,,,,.
Dans sa conférence de presse pour la mission au sein de l'ISS, Jessica Watkins déclare que : « cette mission est vraiment un hommage de l’héritage des femmes astronautes noires qui m’ont précédée, ainsi qu’à l’avenir passionnant qui nous attend ».
Dans une interview, elle déclare vouloir inspirer d'autres enfants, et tout particulièrement des jeunes filles de couleur. Effectivement, historiquement, il y a eu peu de femmes astronautes, les Occidentaux n'en recrutant que depuis les années 1980 et les Soviétiques/Russes pratiquement pas (5 en 2022). De plus, depuis la création de l'ISS en 2000, seuls 7 astronautes parmi les 249 l'ayant visité étaient Noirs, nombre à relativiser en rapport avec le taux d'Afro-descendants des pays membres du programme ISS.

## Vols réalisés

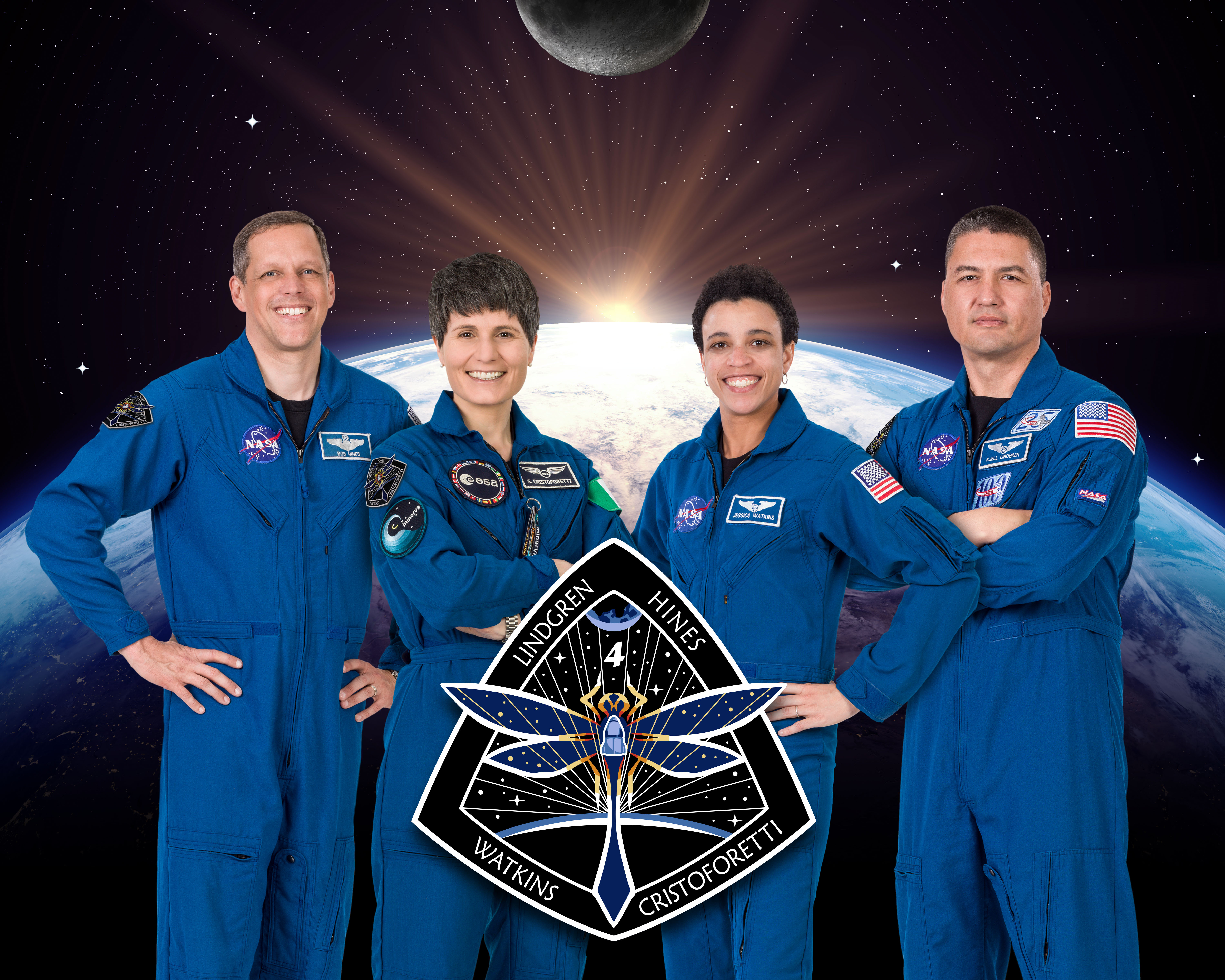
Les deux femmes au centre sont Samantha Cristoforetti à gauche, et Jessica Watkins à droite.

En novembre 2021, elle est désignée spécialiste de mission sur le vol SpaceX Crew-4,. Elle s'envole à bord de SpaceX Crew-4 le 27 avril 2022 vers la Station spatiale internationale en tant que membre des Expéditions 67 et 68. Elle séjourne alors 170 jours dans l'espace.

## Publications
- Watkins, Jessica (2015). Tectonic and Aqueous Processes in the Formation of Mass-wasting Features on Mars and Earth (thèse de doctorat). UCLA.